# Poroelasticità
La poroelasticità è la teoria elastica del comportamento meccanico di materiali porosi. Un materiale o mezzo poroso è composto da una matrice solida permeata da una rete interconnessa di vuoti (pori), attraverso i quali si ha presenza e movimento di un fluido. Le rocce, il suolo, e i tessuti biologici sono esempi di materiali porosi.
La presenza di fluido libero di muoversi in un mezzo poroso ne modifica la risposta meccanica. I meccanismi chiave dell'interazione fra matrice e fluido sono tali che: (i) un incremento della pressione ai pori induce una dilatazione della matrice solida e (ii) la compressione della matrice a sua volta causa un aumento della pressione ai pori, sempre che al fluido sia impedita la fuoriuscita dal materiale poroso.
La combinazione dei due meccanismi conferisce alle proprietà meccaniche della matrice solida una dipendenza temporale apparente. L'aumento della pressione ai pori dovuta alla compressione si dissipa se è consentito il trasporto per diffusione della massa di fluido; in questo caso, ha luogo un'ulteriore deformazione della matrice solida.
La prima teoria che considerava l'influenza del fluido nei pori di un suolo in condizioni di deformazione quasi-statica fu sviluppata nel 1923 da Karl von Terzaghi, che propose un modello monodimensionale per il consolidamento dei terreni. La sua teoria fu generalizzata al caso tridimensionale da Rendulic, nel 1936.
Fu però Maurice Anthony Biot che dal 1935 al 1941 sviluppò una teoria lineare poroelastica coerente con i due meccanismi di base sopra commentati.

## Descrizione meccanica di un materiale poroelastico
Il modello di Biot è basato sul modello concettuale di matrice solida porosa e di fluido libero di muoversi all'interno di essa, ovvero, la fase solida e quella fluida sono completamente connesse. La formulazione di tale concetto passa attraverso l'uso di quantità cinematiche, il vettore spostamento del fluido {\displaystyle u_{i}} (rispetto a una configurazione di riferimento) e il vettore portata specifica {\displaystyle q_{i}} (che è una misura del movimento del fluido rispetto al solido). È anche necessario l'uso del tensore delle deformazioni, per quantificare la deformazione del solido {\displaystyle \varepsilon _{ij}} e la variazione del contenuto di fluido per unità di volume di materiale poroso, {\displaystyle \chi }. Se si considerano anche le rispettive variabili coniugate, il tensore degli sforzi {\displaystyle \sigma _{ij}} e la pressione ai pori {\displaystyle p}, l'incremento di lavoro infinitesimo associato al processo di deformazione {\displaystyle d\varepsilon _{ij}} e {\displaystyle d\chi } può essere scritto come:
{\displaystyle dW=\sigma _{ij}d\varepsilon _{ij}+pd\chi }
Le equazioni di Biot, alla base della teoria lineare poroelastica derivano da 
(i) equazioni di elasticità lineare per la matrice solida,
(ii) equazioni di Navier-Stokes per il fluido viscoso, e 
(iii) legge di Darcy per il flusso del fluido non turbolento, attraverso una matrice porosa.
Il modello di Biot considera la parte isotropa delle componenti di tensione e deformazione del fluido e trova la sua completa giustificazione nella modellazione di processi quasi-statici.